# Campionati del mondo di ciclocross 2021 - Gara maschile Under-23
La ventiseiesima edizione della gara maschile Under-23 dei Campionati del mondo di ciclocross 2021 si svolse il 30 gennaio 2021 con partenza ed arrivo da Ostenda in Belgio, su un percorso iniziale di 100 mt più un circuito di 2,9 km da ripetere 6 volte per un totale di 17,5 km. La vittoria fu appannaggio dell'olandese Pim Ronhaar, il quale terminò la gara in 49'47", alla media di 21,087 km/h, precedendo il connazionale Ryan Kamp e il belga Timo Kielich terzo.
I corridori che presero il via furono 45, mentre coloro che tagliarono il traguardo furono 43.

## Squadre partecipanti
| N.    | Cod. | Squadra       |
| ----- | ---- | ------------- |
| 2-5   | GBR  | Gran Bretagna |
| 1-6   | NLD  | Paesi Bassi   |
| 10-15 | BEL  | Belgio        |
| 19-22 | SUI  | Svizzera      |
| 23-29 | GBR  | Gran Bretagna |
| 30-36 | FRA  | Francia       |

| N.    | Cod. | Squadra     |
| ----- | ---- | ----------- |
| 40-41 | ESP  | Spagna      |
| 42-44 | ITA  | Italia      |
| 45-47 | CZE  | Rep. Ceca   |
| 48-51 | DEN  | Danimarca   |
| 52-56 | POL  | Polonia     |
| 57-58 | LUX  | Lussemburgo |

## Ordine d'arrivo (Top 10)
| Pos. | Corridore        | Squadra     | Tempo   |
| ---- | ---------------- | ----------- | ------- |
| 1    | Pim Ronhaar      | Paesi Bassi | 49'47"  |
| 2    | Ryan Kamp        | Paesi Bassi | a 8"    |
| 3    | Timo Kielich     | Belgio      | a 14"   |
| 4    | Emiel Verstrynge | Belgio      | a 19"   |
| 5    | Toon Vandebosch  | Belgio      | a 31"   |
| 6    | Mees Hendrikx    | Paesi Bassi | a 33"   |
| 7    | Anton Ferdinande | Belgio      | a 55"   |
| 8    | Niels Vandeputte | Belgio      | a 1'01" |
| 9    | Ben Turner       | Regno Unito | a 1'20" |
| 10   | Tim van Dijke    | Paesi Bassi | a 1'21" |